# Singoli più venduti in Belgio
Le seguenti liste contengono i singoli musicali più venduti di sempre in Belgio. La prima lista si basa sul totale delle vendite dichiarate, mentre la seconda lista fa fede alle certificazioni concesse dalla Ultratop, la quale è attiva dal 1995.
L'attuale soglia per i singoli nazionale è di 10 000 unità per la certificazione Oro e 20 000 per il Platino, mentre per i singoli internazionali è di 20 000 e 40 000 rispettivamente. Le soglie dei singoli internazionali sono state stabilite nel luglio 2018, a seguito dell'improvviso aumento delle certificazioni per via dello streaming. Prima di ciò, i singoli nazionali e quelli internazionali condividevano le stesse soglie. I nuovi parametri vengono applicati in maniera retroattiva, a patto che un singolo non sia stato certificato precedentemente.

## Singoli più venduti sulla base delle vendite dichiarate
| Anno | Artista/i                            | Singolo                           | Vendite | Fonte/i |
| ---- | ------------------------------------ | --------------------------------- | ------- | ------- |
| 1989 | Kaoma                                | Lambada                           | 300 000 | [ 4 ]   |
| 1978 | Village People                       | Y.M.C.A.                          | 300 000 | [ 5 ]   |
| 1974 | ABBA                                 | Waterloo                          | 200 000 | [ 6 ]   |
| 1977 | The Smurfs music                     | The Smurfs Song                   | 200 000 | [ 7 ]   |
| 1978 | Boney M.                             | Rivers of Babylon                 | 200 000 | [ 8 ]   |
| 1970 | Middle of the Road                   | Chirpy Chirpy Cheep Cheep         | 178 000 | [ 9 ]   |
| 1978 | John Travolta & Olivia Newton-John   | You're the One That I Want        | 170 000 | [ 10 ]  |
| 1969 | Dimitri Dourakine e la sua orchestra | Casatschok                        | 150 000 | [ 11 ]  |
| 1972 | Sweet                                | Poppa Joe                         | 135 000 | [ 6 ]   |
| 1971 | Samantha                             | Eviva España                      | 130 000 | [ 12 ]  |
| 1964 | Adamo                                | Vous Permettez Monsieur           | 128 000 | [ 9 ]   |
| 1963 | The Beatles                          | I Want to Hold Your Hand          | 126 000 | [ 9 ]   |
| 1977 | Adriano Celentano                    | Don't Play That Song              | 100 000 | [ 13 ]  |
| 1973 | Barry Blue                           | Do You Wanna Dance                | 100 000 | [ 6 ]   |
| 1967 | Engelbert Humperdinck                | Release Me                        | 100 000 | [ 14 ]  |
| 1973 | Ivan Heylen                          | De wilde boerendochtere           | 100 000 | [ 15 ]  |
| 1972 | Jimmy Frey                           | Roses to Sandra                   | 100 000 | [ 16 ]  |
| 1977 | Laurent Voulzy                       | Rockollection                     | 100 000 | [ 17 ]  |
| 1970 | Marc Hamilton                        | Comme j'ai toujours envie d'aimer | 100 000 | [ 18 ]  |
| 1981 | Ricchi e Poveri                      | Sarà perché ti amo                | 100 000 | [ 19 ]  |
| 1977 | Laurent Voulzy                       | Rockollection                     | 100 000 | [ 17 ]  |
| 1974 | Ricky Gordon                         | Such A Night                      | 100 000 | [ 20 ]  |
| 1974 | Spooky & Sue                         | Swinging of A Star                | 100 000 | [ 21 ]  |

## Singoli più venduti sulla base delle certificazioni ottenute
| Anno | Artista/i                            | Singolo                                | Vendite certificate | Certificazioni | Fonte/i |
| ---- | ------------------------------------ | -------------------------------------- | ------------------- | -------------- | ------- |
| 1997 | Elton John                           | Candle in the Wind 1997                | 450 000             | 9× Platino     | [ 22 ]  |
| 1986 | Sandra Kim                           | J'Aime La Vie                          | 300 000             | 2× Platino     | [ 23 ]  |
| 2002 | Las Ketchup                          | The Ketchup Song (Aserejé)             | 250 000             | 5× Platino     | [ 24 ]  |
| 1997 | Aqua                                 | Barbie Girl                            | 200 000             | 4× Platino     | [ 22 ]  |
| 2016 | Lost Frequencies                     | Are You with Me                        | 200 000             | 5× Platino     | [ 25 ]  |
| 1997 | Puff Daddy                           | I'll Be Missing You                    | 200 000             | 4× Platino     | [ 26 ]  |
| 2019 | Tones and I                          | Dance Monkey                           | 200 000             | 5× Platino     | [ 27 ]  |
| 2018 | Aya Nakamura                         | Djadja                                 | 160 000             | 4× Platino     | [ 28 ]  |
| 2019 | Billie Eilish                        | Bad Guy                                | 160 000             | 4× Platino     | [ 27 ]  |
| 2018 | Lewis Capaldi                        | Someone You Loved                      | 160 000             | 4× Platino     | [ 27 ]  |
| 2019 | Lil Nas X                            | Old Town Road                          | 160 000             | 4× Platino     | [ 27 ]  |
| 2015 | Lost Frequencies                     | Reality                                | 160 000             | 4× Platino     | [ 28 ]  |
| 2019 | The Weeknd                           | Blinding Lights                        | 160 000             | 5× Platino     | [ 27 ]  |
| 1998 | Britney Spears                       | ...Baby One More Time                  | 150 000             | 3× Platino     | [ 29 ]  |
| 1997 | Celine Dion                          | My Heart Will Go On                    | 150 000             | 3× Platino     | [ 22 ]  |
| 1997 | Cher                                 | Believe                                | 150 000             | 3× Platino     | [ 29 ]  |
| 1995 | Lou Bega                             | Mambo No. 5                            | 150 000             | 3× Platino     | [ 29 ]  |
| 1998 | Patrick Fiori, Daniel Lavoie & Garou | Belle                                  | 150 000             | 3× Platino     | [ 29 ]  |
| 1999 | R. Kelly                             | If I Could Turn Back the Hands of Time | 150 000             | 3× Platino     | [ 24 ]  |
| 2015 | Sandra Kim                           | J'aime la vie                          | 150 000             | 2× Platino     | [ 30 ]  |
| 1997 | Wes                                  | Alane                                  | 150 000             | 3× Platino     | [ 26 ]  |
| 2018 | Ed Sheeran                           | Shape of You                           | 140 000             | 7× Platino     | [ 31 ]  |
| 2018 | Lady Gaga & Bradley Cooper           | Shallow                                | 140 000             | 3× Platino     | [ 28 ]  |

Note
1. ↑  La maggior parte includono le unità equivalenti ad album.